# Susan Tedeschi
Pour les articles homonymes, voir Tedeschi.
Susan Tedeschi (née le 9 novembre 1970 à Boston, Massachusetts) est une chanteuse et musicienne américaine de blues et de soul. Auteure-compositrice-interprète, elle a poursuivi une carrière solo à partir de 1995, enregistrant six albums sous son nom, avant de se produire à partir de 2010 au sein du Tedeschi Trucks Band qu'elle a fondé avec son mari Derek Trucks.

## Biographie
Susan Tedeschi forme en 1993 son groupe le Susan Tedeschi Band (comprenant Adrienne Hayes, Jim Lamond et Mike Aiello), avec lequel elle publie en décembre 1995 son premier album Better Days. Son deuxième album, Just Won't Burn (en) produit par Tom Hambridge (en) paraît en 1998 ; il obtient un grand succès couronné en 2000 par un disque d'or avec 500 000 ventes aux États-Unis, phénomène rare pour un album de blues. Entre-temps, elle a entrepris de nombreuses tournées aux États-Unis.
La voix de Susan Tedeschi a été décrite comme mélange de Bonnie Raitt et Janis Joplin. Son jeu de guitare est influencé par Buddy Guy, Johnny "Guitar" Watson, Stevie Ray Vaughan, Freddie King et Doyle Bramhall II.
Elle est aujourd'hui mariée au guitariste Derek Trucks, initialement membre du Allman Brothers Band puis leader du Derek Trucks Band, avec qui elle a depuis formé en 2010 le Tedeschi Trucks Band.

## Discographie

### Carrière solo
- 1995 : Better Days - Oarfin
- 1998 : Just Won't Burn - Tone-Cool
- 2002 : Wait for Me - Tone-Cool
- 2004 : Live from Austin, TX - New West Records
- 2005 : Hope and Desire - Verve Forecast
- 2008 : Back to the River - Verve Forecast[1]

### Avec le Tedeschi Trucks Band
Voir la discographie du Tedeschi Trucks Band.